# Subberthwaite
Subberthwaite var en civil parish 1866–1986 när det uppgick i Blawith and Subberthwaite, i grevskapet Cumbria i England. Parish var belägen 9 km från Ulverston. Parish hade 71 invånare år 1961.